# Llista de peixos del riu Mackenzie

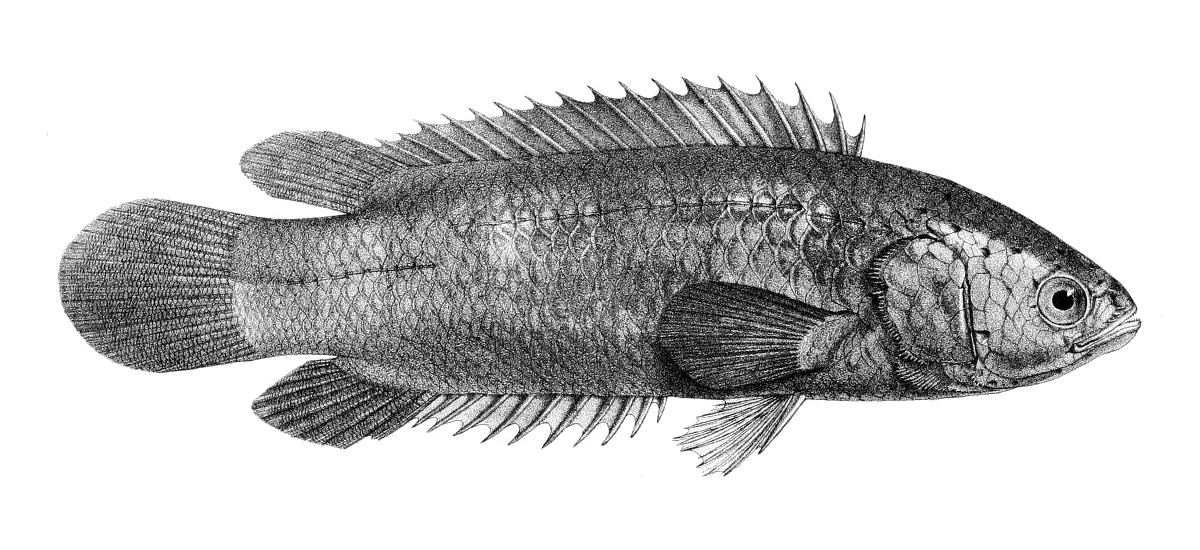
Anabas testudineus

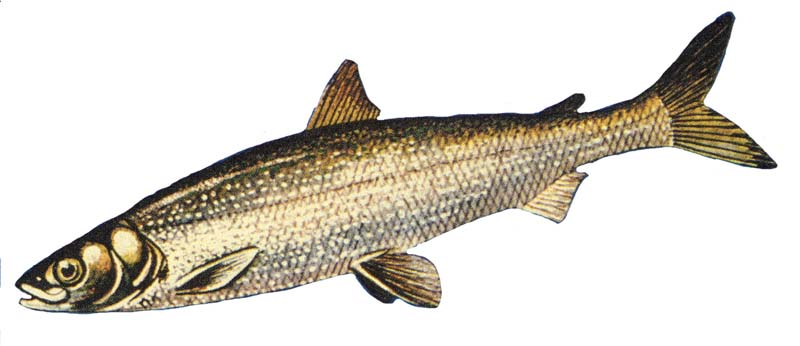
Coregonus artedi

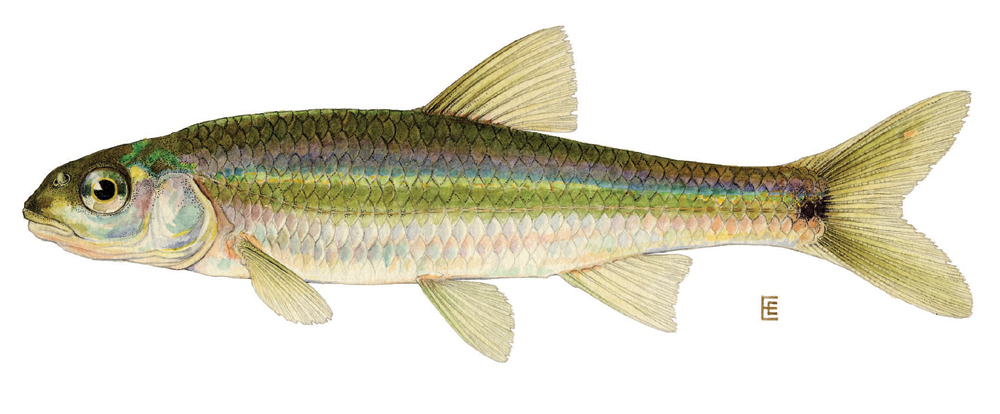
Notropis hudsonius

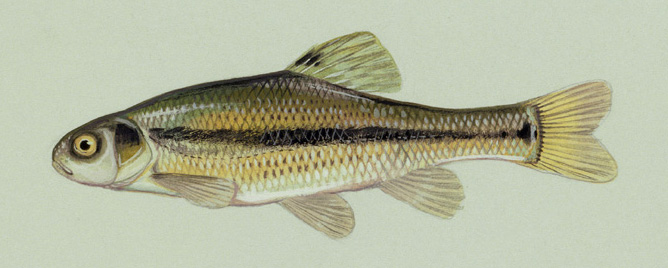
Pimephales promelas

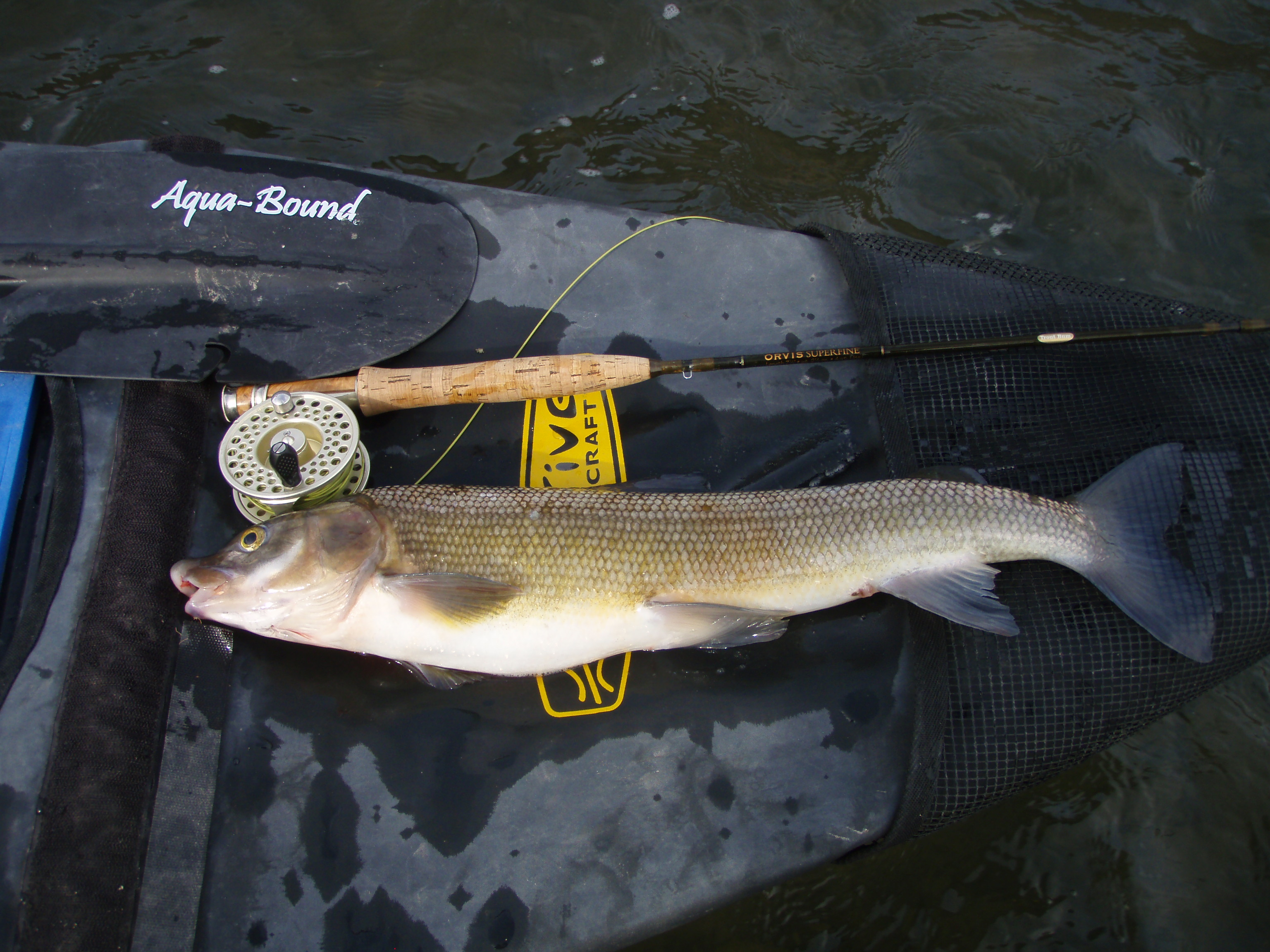
Prosopium williamsoni

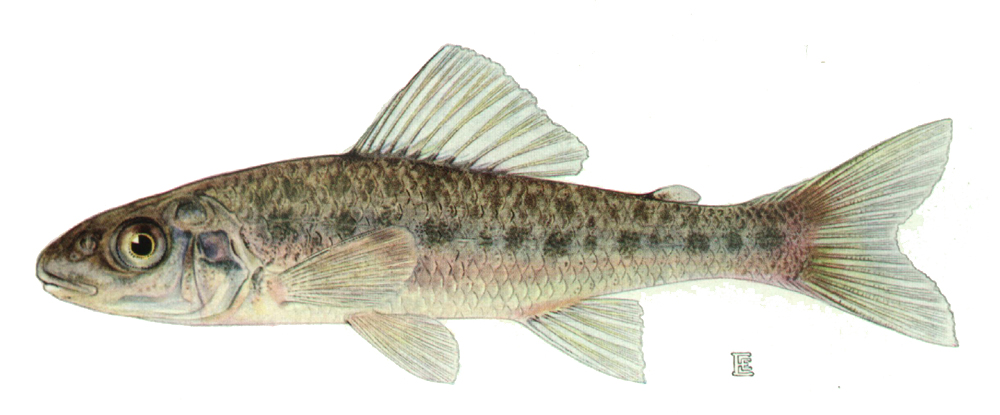
Percopsis omiscomaycus

Aquesta llista de peixos del riu Mackenzie -incompleta- inclou 37 espècies de peixos que es poden trobar al riu Mackenzie, al Canadà, ordenades per l'ordre alfabètic de llur nom científic.

## A
- Anabas testudineus

## C
- Catostomus catostomus catostomus
- Catostomus commersonii
- Chrosomus eos
- Coregonus artedi
- Coregonus autumnalis
- Coregonus clupeaformis
- Coregonus nelsonii
- Coregonus sardinella
- Coregonus zenithicus
- Cottus cognatus
- Cottus ricei
- Couesius plumbeus
- Culaea inconstans

## E
- Esox lucius
- Etheostoma exile

## H
- Hiodon alosoides
- Hybognathus hankinsoni

## L
- Lampetra alaskensis
- Lethenteron camtschaticum
- Lota lota

## M
- Margariscus margarita

## N
- Notropis atherinoides
- Notropis hudsonius

## P
- Perca flavescens
- Percopsis omiscomaycus
- Phoxinus neogaeus
- Pimephales promelas
- Platygobio gracilis
- Prosopium williamsoni
- Pungitius pungitius

## R
- Rhinichthys cataractae

## S
- Salvelinus malma malma
- Salvelinus namaycush
- Sander vitreus
- Stenodus leucichthys

## T
- Thymallus arcticus arcticus[1]